# Ordem de Alexandre Nevsky
A Ordem de Alexandre Nevsky (em russo:  орден Александра Невского - orden Alecsandra Nevskogo) é uma ordem de mérito da Federação Russa nomeada em homenagem ao santo Alexander Nevsky (1220–1263) e concedida a funcionários públicos por vinte anos ou mais de serviço altamente meritório. Foi originalmente estabelecida pela União Soviética como uma honra militar durante a Segunda Guerra Mundial, mais precisamente por Decreto do Presidium do Soviete Supremo da URSS de 29 de julho de 1942. Seu estatuto foi alterado pelo Decreto do Presidium do Soviete Supremo da URSS de 26 de fevereiro de 1947. Tem um nome semelhante ao da Ordem Imperial de Santo Alexandre Nevsky, que foi estabelecida pela imperatriz Catarina I da Rússia em 1725 e continuou a ser concedida pelos chefes da Casa de Romanov após a Revolução Russa de 1917. A Ordem de Alexander Nevsky foi restabelecida pela União Soviética, menos as palavras "Imperial" e "Santo", para premiar os oficiais do exército por coragem pessoal e liderança resoluta. A Ordem foi mantida pela nova Federação Russa após a dissolução da URSS pela Decisão do Soviete Supremo da Federação Russa 2557-I de 20 de março de 1992 mas nunca foi concedida. O Decreto №1099 de 7 de setembro de 2010 do Presidente da Federação Russa redesenhou o distintivo da Ordem mais próximo do modelo imperial anterior a 1917 e alterou o estatuto da Ordem tornando-o um prêmio puramente civil.

## Estatuto da Ordem soviética e do início da Federação Russa
A Ordem de Alexander Nevsky foi concedida aos comandantes do Exército Vermelho que demonstraram bravura pessoal na luta por seu país na Segunda Guerra Mundial, por coragem, bravura e liderança hábil que garantiu o sucesso de uma operação.
Era concedida em uma única classe por Decreto do Presidium do Soviete Supremo da URSS a comandantes de divisão, brigada, regimento, batalhão, companhia e pelotão por: 
- Iniciativa de um ataque repentino, ousado e rápido ao inimigo, infligindo grandes danos com perdas mínimas;[2]
- liderança constante e clara na coordenação de armas durante a execução de uma missão resultando na destruição completa ou quase total de forças inimigas numericamente superiores;[2]
- rápida saturação da artilharia inimiga numericamente superior ou a destruição das posições de artilharia que impediam o avanço de nossas unidades, ou a destruição de um bunker ou fortificações, ou para repelir um grande ataque blindado inimigo causando danos pesados, enquanto no comando de um unidade de artilharia ou bateria;[2]
- completar com sucesso operações de combate que causaram grandes danos ao inimigo sem perdas enquanto comandavam uma unidade blindada ou subunidade;[2]
- realização com sucesso de uma série de missões de combate, infligindo danos severos à mão de obra e equipamento do inimigo sem perdas enquanto estiver no comando de uma unidade ou subunidade de aviação;[2]
- ações rápidas e iniciativa resultando na captura ou destruição de fortificações inimigas ajudando tropas amigas a avançar durante uma ofensiva;[2]
- a organização sistemática de comunicações claras e oportunas limitando sobremaneira as perdas, garantindo o sucesso das grandes operações de combate;[2]
- execução capaz e rápida de operações anfíbias com perdas mínimas, causando grandes danos ao inimigo e garantindo o sucesso da missão geral.[2]

A Ordem Soviética de Alexander Nevsky era usada no lado direito do peito e quando na presença de outras Ordens da URSS, colocada após a Ordem de Bogdan Khmelnitsky 3ª classe. A antiga Ordem da Federação Russa de Alexander Nevsky também era usada no lado direito do peito e, quando na presença de outras Ordens, colocada após a Ordem de Kutuzov de 2ª classe.

## Descrição da ordem soviética e antiga da Federação Russa
A ordem soviética e antiga da Federação Russa de Alexander Nevsky era prata, formada por uma estrela convexa de cinco pontas esmaltada vermelho-rubi de 50 mm de largura e altura sobreposta a um decágono composto por raios divergentes polidos. A estrela tinha bordas e bordas folheadas a ouro. No centro da estrela, um medalhão central com a imagem em relevo do perfil esquerdo de Alexandre Nevsky com capacete militar e a inscrição ao longo da circunferência esquerda e direita em letras proeminentes "ALEXANDER NEVSKY" ( em russo:  «АЛЕКСАНДР НЕВСКИЙ»). O medalhão central era cercado por uma coroa de louros dourada dividida em sua base por um escudo de prata com o martelo e a foice, o escudo é sobreposto a espada dourada, lança, arco e aljava de flechas. Duas achas douradas se cruzam atrás do medalhão central, suas lâminas voltadas para fora projetando-se de cada lado do braço superior da estrela de cinco pontas e estendendo-se ligeiramente além da borda externa do decágono, sua base visível apenas dentro dos dois braços inferiores da estrela.
A Ordem original era suspensa por um anel através de um laço de suspensão para uma antiga montagem retangular soviética coberta por uma fita moiré de seda vermelha. Isso foi alterado em 1943 para um pino roscado e fixação de porca no reverso.
As variantes soviéticas da Ordem usaram a imagem do ator Nikolai Cherkasov como Alexander Nevsky do filme de Eisenstein de 1938, já que não havia retratos conhecidos de Nevsky feitos em sua vida.
O desenho da primeira variante da Ordem da Federação Russa diferia da variante soviética apenas na revogação da foice e do martelo do escudo de prata no anverso.
| 1942–1943 | 1943–1991 | 1992–2010 | 2010 até hoje |
|           |           |           |               |

## Destinatários da Ordem Soviética de Alexandre Nevsky
Durante a Segunda Guerra Mundial, a ordem foi concedida a mais de 42 000 militares soviéticos, cerca de 70 generais e oficiais estrangeiros e mais de 1 470 unidades militares que exibem a ordem em seus estandartes; ao todo, foram 50 585 premiados. Desses destinatários, nove eram mulheres – Serafima Amosova, Yevdokiya Bershanskaya, Galina Lomanova, Valentina Kravchenko, Yevdokiya Nikulina, Olga Sanfirova, Mariya Smirnova, Vera Tikhomirova e Olga Sholokhova.

## Estatuto da Ordem moderna

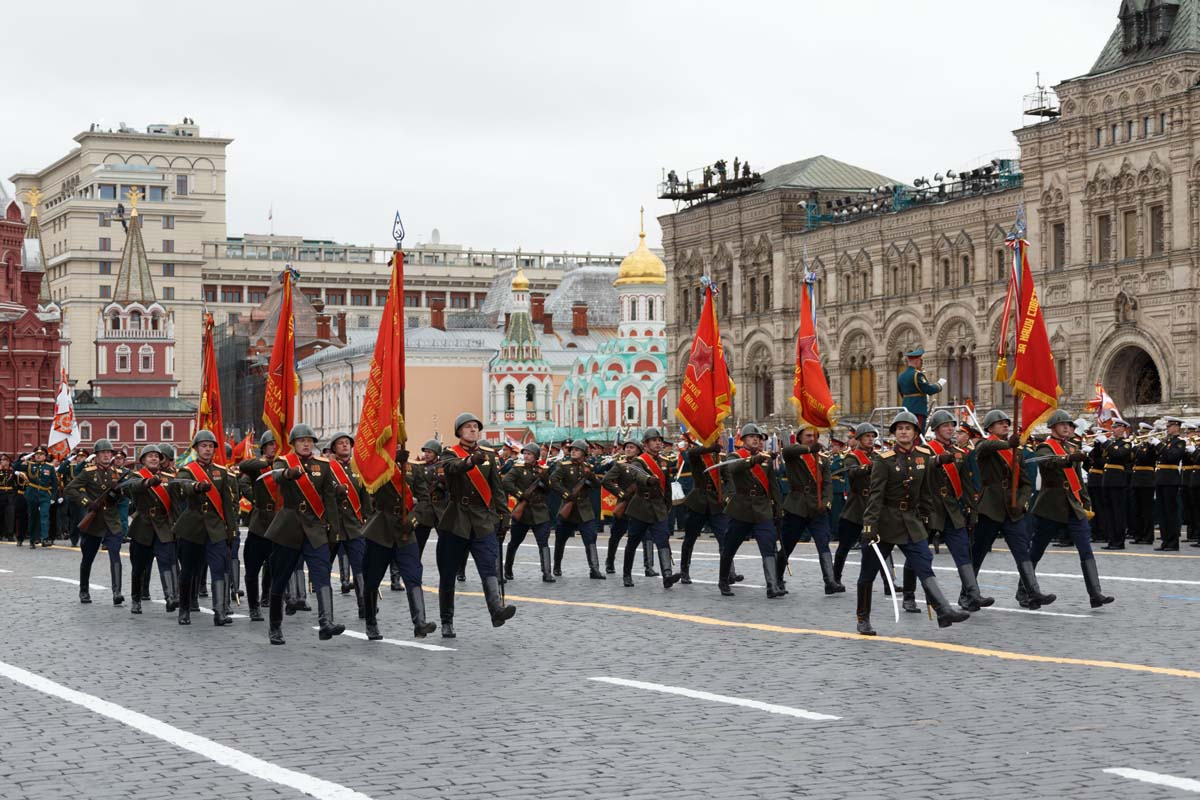
Soldados russos vestidos com uniformes históricos durante o Desfile do Dia da Vitória de Moscou em 2021 carregando as bandeiras de combate do Exército Vermelho que receberam a Ordem de Alexander Nevsky durante a Segunda Guerra Mundial.

A Ordem de Alexander Nevsky é concedida a cidadãos da Federação Russa que serviram em cargos públicos por pelo menos 20 anos e alcançaram mérito pessoal especial na construção da nação, por muitos anos de serviço honesto e excelentes resultados alcançados durante o serviço, para fortalecer o prestígio internacional da Rússia, a defesa do país, o desenvolvimento econômico, a ciência, a educação, a cultura, as artes, a saúde e outros serviços, bem como para outros cidadãos da Federação Russa, se previamente premiados com uma Ordem do Estado, por excelência pessoal realizações em vários setores da economia, pesquisa, social, cultural, educacional e outras atividades socialmente úteis.
A Ordem de Alexander Nevsky também pode ser concedida a proeminentes políticos estrangeiros, figuras públicas ou representantes de comunidades empresariais de estados estrangeiros, por mérito no desenvolvimento da cooperação multilateral com a Federação Russa e por auxiliar em seu desenvolvimento socioeconômico.
A Ordem de Precedência da Federação Russa determina que a Ordem de Alexander Nevsky deve ser usada no peito esquerdo com outras ordens e medalhas imediatamente após a Ordem de Mérito à Pátria 4ª classe.

## Descrição do prêmio
A Ordem de Alexandre Nevsky é uma cruz pátea de 40 mm esmaltada com rubi banhado a ouro. Entre cada braço cruzado, uma águia dourada de duas cabeças, o emblema do estado da Federação Russa. No centro do anverso, um medalhão circular convexo com a figura esmaltada do príncipe Alexandre Nevsky montado em um corcel branco voltado para a esquerda. No centro reverso, da extremidade direita do braço direito da cruz até a extremidade esquerda da extremidade esquerda da cruz, a inscrição horizontal em relevo "PELO TRABALHO E PÁTRIA" ( em russo:  «ЗА ТРУДЫ И ОТЕЧЕСТВО»). Na parte inferior do reverso da cruzeta inferior, o número de série do prêmio.
A Ordem de Alexander Nevsky é presa a uma montagem pentagonal russa padrão por um anel através do loop de suspensão. A montagem é coberta por uma fita moiré de seda vermelha de 24 mm de largura sobreposta com uma faixa amarela central de 1,5 mm de largura.
| Sem espadas | Com espadas |
| ----------- | ----------- |
|             |             |